# Valbiska
Koordinati:   45°01′40″N, 14°29′49″E
Valbiska je trajektno pristanišče na zahodni obali otoka Krk na Hrvaškem. Iz pristanišča potekata redni trajektni povezavi s pristaniščema Merag na otoku Cresu in Lopar na otoku Rabu.